# Zapadlisko riońsko-kurskie
Zapadlisko riońsko-kurskie – zapadlisko śródgórskie, jednostka tektoniczna w obrębie Kaukazu.
Zapadlisko znajduje się na południe od Wielkiego Kaukazu. Jest wypełnione osadami kenozoiku (wapieniami i skałami okruchowymi z przewarstwieniami wulkanitów.
Miąższość tych skał wynosi do 4000 m, zostały one sfałdowane po eocenie. Na nich leży molasa z pokładami węgla kamiennego, pochodząca z oligocenu-neogenu.
Na południe od zapadliska leży Mały Kaukaz.

## Literatura
- Włodzimierz Mizerski "Geologia regionalna kontynentów", Warszawa 2004, ISBN 83-01-14339-8